# Porte de Champerret (stanice metra v Paříži)
Porte de Champerret je nepřestupní stanice pařížského metra na lince 3 v 17. obvodu v Paříži. Nachází se na křižovatce ulic Avenue de Villiers, pod kterou vede linka 3, a Avenue Stéphane Mallarmé.

## Historie
Stanice byla otevřena 15. února 1911, kdy sem byla prodloužena linka ze sousední stanice Pereire a sloužila jako západní konečná stanice. 24. září 1937 byla linka rozšířena do Pont de Levallois – Bécon.

## Název
Jméno stanice je odvozeno od názvu staré brány, kterou vedla cesta z Paříže do tehdejší sousední vesnice Champerret.